# Silpholestes
Silpholestes es un género extinto de terápsido terocéfalo que vivió durante el Pérmico Superior en Sudáfrica. La especie tipo Silpholestes jackae fue nombrada por el paleontólogo sudafricano Robert Broom en 1948 basándose en restos hallados en la Zona Faunística de Cistecephalus. 

## Clasificación
Silpholestes le dio su nombre a Silpholestidae, una familia que tradicionalmente abarcaba a muchos terocéfalos pequeños. Silpholestidae fue denominada por los paleontólogos D. M. S. Watson y Alfred Romer en 1956. Aparte de Silpholestes, también se incluían los géneros Ictidodraco, Scaloporhinus, Silphictidoides y Tetracynodon. Los terocéfalos que fueron clasificados en esta familia eran todos muy pequeños, y tenían hocicos alargados y aguzados. Los silfoléstidos se caracterizaban por sus cortas aberturas temporales en la parte posterior del cráneo; en muchos terocéfalos, estas aberturas son muy grandes y ocupan una buena parte del cráneo. Los silfoléstidos se distinguían también por su amplia región parietal entre las aberturas temporales, las cuales no formaban una cresta sagital como en otros terocéfalos. Los silfoléstidos también se caracterizaban por sus prominentes huesos angulares en la parte posterior de la mandíbula, la cual era muy alta y cubierta con bordes irradiados. Otro grupo tradicional de terocéfalos pequeños, los escaloposáuridos, tenían un hueso angular pequeño que no sobresalía de la curvatura de la mandíbula. Los terocéfalos agrupados en Silpholestidae tenían arcos zigomáticos pequeños y barras postorbitales completas que cerraban el margen posterior de las órbitas oculares. Muchos tenían seis incisivos, un par de grandes caninos, y cerca de diez dientes postcaninos.
Los silfoléstidos y escaloposáuridos formaban un grupo mayor Scaloposauria, el cual incluía a casi todos los terocéfalos pequeños. Ahora se cree que estos escaloposaurios en su mayoría representan formas juveniles de terocéfalos mayores, y tanto Silpholestidae como Scaloposauridae ya no se consideran agrupaciones válidas. Muchos escaloposaurios, incluyendo a Silpholestes, se consideran como miembros basales del clado Baurioidea. Dado que no ha habido un análisis filogenético extenso incluyendo a todos los taxones de escaloposaurios, no es claro si los terocéfalos antes clasificados como silfoléstidos forman o no su propio clado.